# Batalla de Lade

Mapa de las revueltas de las ciudades jonias previas a las guerras médicas

La batalla naval de Lade tuvo lugar en el año 494 a. C. y enfrentó a jonios y persas. Supuso el fin de la Rebelión jónica.
La rebelión griega había enfurecido a Darío I, quien reunió sus naves, aproximadamente unas 600, y se dirigió a la batalla. Los griegos decidieron que por tierra estarían perdidos, así que enfocaron sus esperanzas en el mar.
Conjuntamente reunieron una flota de alrededor de 350 naves, en su mayoría trirremes. En su contraparte la flota persa estaba formada por naves fenicias, cilicias y egipcias, así como chipriotas.
Las flotas se encontraron en las aguas de Mileto. Pero los persas, conscientes de la superioridad moral de los griegos, decidieron hacer una estrategia psicológica, que era utilizar a los tiranos griegos anteriormente expulsados de sus ciudades y que posteriormente se habían unido al imperio persa para sembrar la discordia entre los griegos. Se enviaron mensajes a las diferentes ciudades estado para advertir de las terribles consecuencias que acarrearía la inminente derrota de la flota griega. En un principio esta campaña publicitaria no logró el objetivo esperado.
Al mando de la flota griega estaba el intrépido almirante Dionisio de Focea. Este sometió a un duro entrenamiento a los marinos helenos, lo que causó rechazo en algunos sectores de la flota helénica, como fue el caso de los jonios que le dejaron de reconocer como comandante. Los samios, por su parte, fueron convencidos por su tirano anteriormente exiliado, llamado Éaces, de retirarse de la batalla cuando esta comenzara, dando ventaja a la flota persa.
Comenzó el combate naval y los samios cumplieron su acuerdo con los persas. Pero algunas naves se quedaron valientemente en sus posiciones, desobedeciendo las órdenes de sus superiores y peleando por su libertad contra los persas. Las restantes 49 naves huyeron de la batalla rumbo a su isla, lo que causó confusión en el lado griego, ya que su moral se veía disminuida al ver que una parte importante de su flota se retiraba cobardemente. Los lesbios tomaron la misma decisión que los samios y desertaron de la batalla con sus 70 naves, pues pensaron seguramente que la batalla ya estaba perdida. 
La flota helena terriblemente disminuida por las traiciones, se vio increíblemente sobrepasada en número por la flota persa. Los primeros en atacar ante la crítica situación fueron los fenicios, que causaron gran destrucción en una fuerte oleada de ataques. Por parte de los griegos, los que primero reaccionaron fueron los quiotas, que atacaron y rompieron las filas enemigas con sus 80 trirremes, capturando así algunos barcos enemigos. En vista de la inminente derrota y de su excelente primer asalto con algunos barcos bajo su control, se dispusieron a retirarse, pero la flota persa les persiguió y logró hundir 40 de los barcos quiotas.
Los navíos griegos lucharon valientemente, pero su derrota fue total, ya que no tenían ninguna posibilidad ante tan imponente adversario. El almirante Dionisio de Focea logró sobrevivir a la batalla y capturó por lo menos tres barcos persas con sus tres trirremes. Sin demora se dirigió hasta las desprotegidas costas de Fenicia y hundió unos cuantos barcos, causando terror entre los habitantes de los puertos fenicios. Posteriormente se dedicó algún tiempo a la piratería contra barcos cartagineses.
Jonia estaba perdida totalmente, y los jefes griegos trataron de congraciarse con los persas. La flota fenicia se puso en marcha desde Mileto y empezó una campaña de conquista en las islas griegas. Histieo trató de organizar la defensa de las islas bloqueando algunos avances persas, pero al enterarse de la inminente llegada de la flota fenicia optó por retirarse, mas fue capturado en las tierras de Atarneo por un destacamento persa al mando de Harpago.
Tras la batalla de Lade, la rebelión jonia había sido sofocada y las consecuencias para los sublevados fueron terribles. Nadie se opuso al avance de las tropas de Darío, que fue tomando ciudades sistemáticamente hasta finalizar su campaña en el año 492 a. C.